# Proseč pod Ještědem
Pour les articles homonymes, voir Proseč.
Proseč pod Ještědem (en allemand : Proschwitz) est une commune du district et de la région de Liberec, en Tchéquie. Sa population s'élevait à 398 habitants en 2021.

## Géographie
Proseč pod Ještědem se trouve à 3 km à l'ouest de Šimonovice, à 8 km au sud-sud-ouest de Liberec et à 81 km au nord-est de Prague.
La commune est limitée par Liberec au nord, par Šimonovice à l'est, par Bílá et Český Dub au sud, et par Světlá pod Ještědem à l'ouest.

## Histoire
La première mention écrite du village date de 1547.

## Administration
La commune se compose de cinq sections :
- Proseč pod Ještědem
- Domaslavice
- Horka
- Javorník
- Padouchov

## Transports
Par la route, Proseč pod Ještědem se trouve à 4 km du centre de Český Dub, à 15 km de Liberec et à 106 km de Prague.